# A' Katīgoria 1978-1979
L'edizione 1978-79 della A' Katīgoria fu la 40ª del massimo campionato cipriota;  vide la vittoria finale dell'Omonia, che conquistò il suo nono titolo, il sesto consecutivo.
Capocannoniere del torneo fu Sōtīrīs Kaïafas dell'Omonia con 28 reti.

## Formula
Le 16 squadre partecipanti hanno disputato il campionato secondo il classico sistema di andata e ritorno, per un totale di 30 giornate. Vennero attribuiti 2 punti a vittoria, 1 a pareggio, 0 per la sconfitta. Rispetto alla stagione precedente erano previste due retrocessioni anziché una.

## Classifica finale
|  |    | Classifica finale   | G  | V  | N  | P  | GF | GS | Dif | Punti |
|  | -- | ------------------- | -- | -- | -- | -- | -- | -- | --- | ----- |
|  | 1  | Omonia (C)          | 30 | 18 | 9  | 3  | 66 | 17 | +49 | 45    |
|  | 2  | APOEL (CC)          | 30 | 20 | 4  | 6  | 54 | 18 | +36 | 44    |
|  | 3  | Alkī Larnaca        | 30 | 12 | 9  | 9  | 41 | 39 | +2  | 33    |
|  | 4  | Arīs Limassol       | 30 | 12 | 8  | 10 | 36 | 24 | +12 | 32    |
|  | 5  | Anorthōsis          | 30 | 10 | 11 | 9  | 26 | 21 | +5  | 31    |
|  | 6  | Pezoporikos Larnaca | 30 | 9  | 12 | 9  | 32 | 24 | +8  | 30    |
|  | 7  | Apollōn Limassol    | 30 | 10 | 10 | 10 | 25 | 28 | -3  | 30    |
|  | 8  | EN Paralimni        | 30 | 9  | 10 | 11 | 37 | 30 | +7  | 28    |
|  | 9  | AEL Limassol        | 30 | 6  | 16 | 8  | 24 | 28 | -4  | 28    |
|  | 10 | EPA Larnaca         | 30 | 9  | 9  | 12 | 32 | 35 | -3  | 27    |
|  | 11 | Omonia Aradippou    | 30 | 6  | 15 | 9  | 26 | 37 | -11 | 27    |
|  | 12 | Evagoras Paphou     | 30 | 8  | 11 | 11 | 26 | 35 | -9  | 27    |
|  | 13 | Olympiakos Nicosia  | 30 | 10 | 7  | 13 | 26 | 40 | -14 | 27    |
|  | 14 | APOP Paphou         | 30 | 8  | 11 | 11 | 34 | 49 | -15 | 27    |
|  | 15 | Digenīs Morphou     | 30 | 10 | 6  | 14 | 42 | 48 | -6  | 26    |
|  | 16 | Nea Salamis         | 30 | 4  | 10 | 16 | 21 | 71 | -50 | 18    |

G = Partite giocate; V = Vittorie; N = Nulle/Pareggi; P = Perse; GF = Goal fatti; GS = Goal subiti; DIF = Differenza reti;
- (C): Campione nella stagione precedente
- (CC): Vince la Coppa di Cipro

### Verdetti
- Omonia Campione di Cipro 1978-79.
- Digenis Akritas Morphou e Nea Salamis Famagosta retrocesse in Seconda Divisione.

### Qualificazioni alle Coppe europee
- Coppa dei Campioni 1979-1980: Omonia qualificato.
- Coppa delle Coppe 1979-1980: APOEL qualificato al turno preliminare.
- Coppa UEFA 1979-1980: Alki Larnaca qualificato.